# Référendum roumain de 1864
Le référendum roumain de 1864 s'est tenu dans les principautés moldo-valaques du 4 au 7 juin 1864. Les propositions ont été approuvées par 99,81% des votants.

## Contexte
Le document produit par la Conférence de Paris du 7 août 1858 demeurait le texte fondamental et directeur suivant l'élection d'Alexandre Jean Cuza comme Domnitor des principautés roumaines en 1859. À l'issue du référendum, le texte de la Conférence de Paris a été remplacé par la propre loi organique du prince Cuza, intitulée « Statut élargissant la convention de Paris » (Statutul dezvoltător al Convenției de la Paris). Ce référendum a permis la création du sénat roumain appelé Corpul Ponderator (Chambre pondératrice).

## Résultats
| Choix                      | Votes   | %     |
| -------------------------- | ------- | ----- |
| Pour                       | 682 621 | 99,81 |
| Contre                     | 1 307   | 0,17  |
| Votes blancs et nuls       |         | –     |
| Total                      | 683 928 | 100   |
| Électeurs inscrits/votants | 754 148 | 90,69 |
| Source: Direct Democracy   |         |       |

| 99,81% |
| Oui    |